# 同配生殖
同配生殖是一種有性生殖，其需要兩個配子的互相結合，其有著相似的大小或形態。其差異僅出現於等位基因於一或多個交配型的基因表現。因兩種配子難以區分，不能以"精子"和"卵子"來區分，它們通常只被以"+"符號和"-"符號來標記。即使擔子菌門的真菌有著兩種以上的交配型(使用數字或字母標記)。在所有狀況下，受精需要兩種配子互相融合成受精卵。

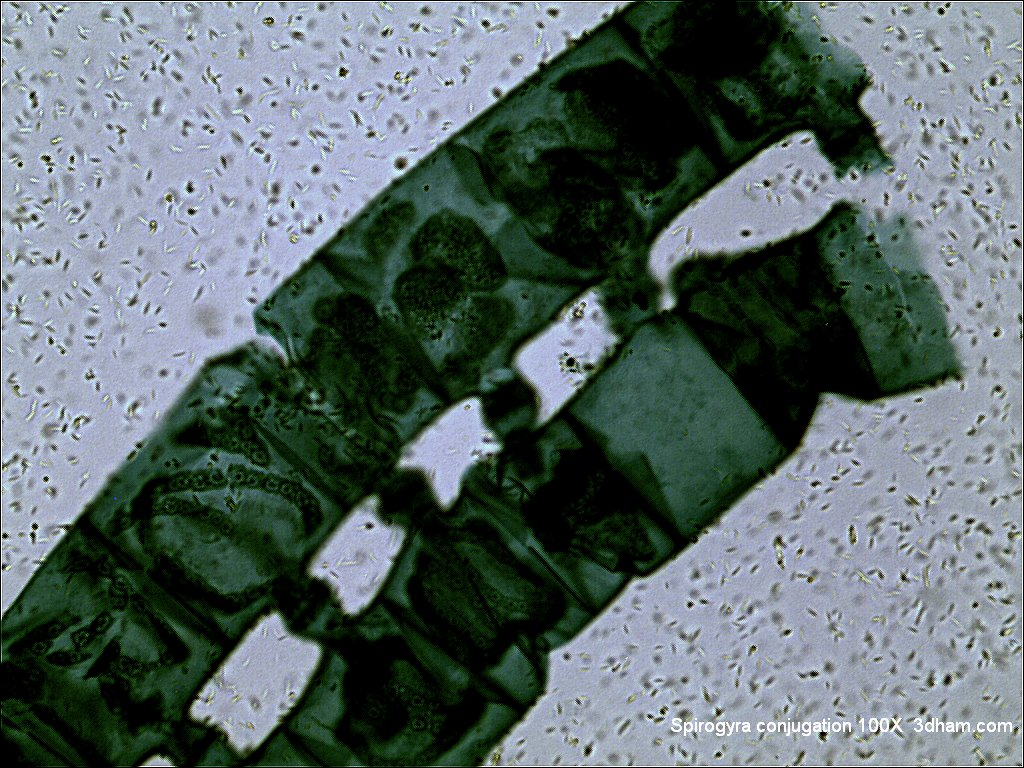
正在接合的水绵。